# Rudi Buchweitz
Rudi Buchweitz (* 1938) ist ein deutschsprachiger Eisenbahningenieur und Autor, der sich in seinen Schriften vor allem mit Themen des Eisenbahnwesens beschäftigt. Buchweitz war früher als Amtsdispatcher und somit Leiter der Dispatcherleitung des Reichsbahnamtes Pasewalk bei der Deutschen Reichsbahn tätig.

## Werke
- Die Eisenbahn der Region Uecker-Randow/Uckermark in Wort und Bild. Lenover, Neustrelitz 1999, ISBN 3-939386-06-5.
- Das Templiner Kreuz: Die Eisenbahn zwischen Berliner Nordbahn und Berlin-Stettiner Eisenbahn. Neddermeyer, Berlin 2001, ISBN 3-933254-16-7.
- Mecklenburgische-Friedrich-Wilhelm-Eisenbahn: Privatbahn im Großherzogtum Mecklenburg-Strelitz. Neddermeyer, Berlin 2004, ISBN 3-933254-41-8.
- Die Kleinbahnen in der Uckermark: Uckermärkische Lokalbahn, Prenzlauer Kreisbahnen, Kreisbahn Schönermark–Damme und Kleinbahn Klockow–Pasewalk. Neddermeyer, Berlin 2010, ISBN 978-3-933254-88-7 (mit Wolf-Dietger Machel).
- mit Rudi Dobbert, Wolfhard Noack: Die Eisenbahndirektionen Stettin, Pasewalk und Greifswald 1851–1990. 2. Auflage. Neddermeyer, Berlin 2011, ISBN 978-3-933254-86-3.
- Eisenbahngeschichte der Insel Hiddensee. Modellbahnclub, Sassnitz 1999.
- 140 Jahre Zweigbahnen der Berlin-Stettiner Eisenbahn 1863–2003. Schibri, Uckerland 2003, ISBN 3-933978-76-9.
- Kapitel IV, in: Schmidt, H.: Entwicklung der Direktionen 1835–1945. Grundlagen 1: Entwicklung der Direktionen 1835–1945. Neddermeyer, Berlin 2008, ISBN 978-3-933254-85-6, S. 108–121, 175, 180–181.
- Das Eisenbahnerlebniszentrum im früheren Bahnbetriebswerk Pasewalk. Schibri, Uckerland 2009.
- Zweigbahnen der Berlin-Stettiner Eisenbahn. Neddermeyer, Berlin 2012, ISBN 978-3-941712-26-3.
- Nur von kurzer Dauer. Die Eisenbahnstrecke Tantow-Gartz (Oder) von 1913 bis 1947. Heimatverein, Gartz (Oder) 2012.